# 구리반지
《구리반지》는 1990년 1월 1일 KBS 1TV에서 방영한 신년 특집 드라마다. 어렵지만 행복하게 살아가는 세 모녀의 가족애를 그린 드라마이다.

## 줄거리
복일은 가정에 소홀하고 매질을 하는 남편과 이혼을 한 32살 된 여자로, 여동생과 어머니와 함께 슈퍼마켓(럭키슈퍼)에서 밝게 살아가고 있다. 그런데 어느 날 외상수금차 나갔다가 동네 호화빌라의 여주인에게 가정부로 취직할 것을 제안을 받는다.

## 등장 인물
- 김영애 : 김복일 역 - 32세 이혼녀
- 노주현
- 장덕 : 김복이 역 - 복일의 여동생
- 여운계 : 복일, 복이 자매의 어머니 역
- 강부자 : 호화빌라 여주인 역 - 복일이 가정부로 일하는 집 사모
- 한진희 : 최 씨 역 - 주유소 노총각
- 이낙훈
- 김봉근
- 윤덕용
- 맹호림
- 송석호
- 정재순
- 장항선 : 복일의 전남편 역
- 이원종
- 김창봉
- 김천만
- 장칠군
- 장순천
- 선우재덕
- 최성준
- 고아라
- 최건호
- 김대환
- 임종순

## 외부 영상
- 구리반지 1부 풀버전
- 구리반지 2부 풀버전